# Perigrapha centralasiae
Perigrapha centralasiae là một loài bướm đêm trong họ Noctuidae.